# Иду один
«Иду один» — первый альбом российской рок-группы «Иван Кайф».
Альбом был записан в 1992 году, но выпущен был только 1994-м в Новосибирске под названием «Коммерческий риск». До появления в свет второго альбома группы — «Белокровие» — «Коммерческий Риск» был доступен только новосибирскому слушателю. Лишь в 1997 году «Иван Кайф» переиздали этот диск на Extraphone под названием «Иду Один».

## Список композиций
1. «Коммерческий риск»
2. «Иду один»
3. «Reggey 007 (Памяти Дж. Бонда)»
4. «Марина»
5. «Приключения Че Гевары»
6. «Танец Шакьямуни»
7. «Марихуана-сан»
8. «Старый козёл»
9. «Капитанский вальс»
10. «Королева Марго»

## Участники
- Михаил Зуев
- Владимир Бугаец
- Елена Фадеева
- Андрей Россин
- Марианна Безносова
- Михаил Зак
- Тексты и музыка — Михаил Зуев
- Аранжировка — «Иван Кайф»
- Ремастеринг — Иван Евдокимов
- Звукорежиссёр — Владимир Сечко

## Отзывы
Рецензент «Музыкальной газеты» в рецензии 1999 года писал: «„Иду один“ был записан в 92-м (!) году и благодаря Ивану Евдокимову и сегодня слушается так, будто альбом вышел вчера. Свежо, минимально по звуку, но так, видимо, требовал материал.»

## Интересные факты
- На песни «Иду один» и «Приключения Че Гевары» сняты видеоклипы, причём оригинальный вариант клипа «Иду один» долгое время считался утерянным, пока не появился на youtube
- Песня «Марихуана-сан» была перезаписана в 1996 году на следующем альбоме группы «Белокровие» под названием «Акутагава-Сан», а песня «Коммерческий риск» была перезаписана в 2005 году для альбома «Первый транш».
- Осенью 2012 года на улице Терешковой в новосибирском Академгородке установили памятник Михаилу Зуеву и песне группы «Иду один». Средства на установку памятника были собраны бывшими КВНщиками Владимиром Рудневым и Владимиром Дудой, значительную часть средств перечислил Александр Пушной, автором скульптуры стал Алексей Агриколянский[2].